# Coccinia abyssinica
Coccinia abyssinica är en gurkväxtart som först beskrevs av Jean-Baptiste de Lamarck, och fick sitt nu gällande namn av Célestin Alfred Cogniaux. Coccinia abyssinica ingår i släktet Coccinia, och familjen gurkväxter. Inga underarter finns listade i Catalogue of Life.